# Synagelides sancha
Espèce
Synagelides sancha est une espèce d'araignées aranéomorphes de la famille des Salticidae.

## Distribution
Cette espèce est endémique du Viêt Nam,. Elle se rencontre dans la province de Vĩnh Phúc dans le parc national de Tam Đảo et dans la municipalité de Hải Phòng dans le parc national de Cát Bà.

## Description
Le mâle holotype mesure 3,35 mm et la femelle paratype 3,71 mm.

## Systématique et taxinomie
Cette espèce a été décrite par Wang, Li et Pham en 2023.

## Publication originale
- Wang, Li & Pham, 2023 : « Thirteen species of jumping spiders from northern Vietnam (Araneae, Salticidae). » ZooKeys, vol. 1148, p. 119-165 (texte intégral).